# Séquence de Hubble
 (février 2025).
Si vous disposez d'ouvrages ou d'articles de référence ou si vous connaissez des sites web de qualité traitant du thème abordé ici, merci de compléter l'article en donnant les références utiles à sa vérifiabilité et en les liant à la section « Notes et références ».

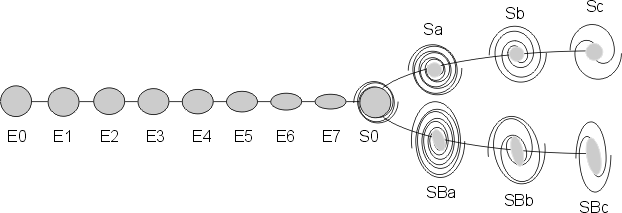
Diagramme de la classification de Hubble, sous sa forme habituelle de diapason. Il est aussi nommé « fourchette de Hubble ».

En astronomie, la séquence de Hubble est une classification des types de galaxies reposant sur des critères morphologiques. Elle est développée en 1936 par Edwin Hubble.

## La classification

### E: Elliptique

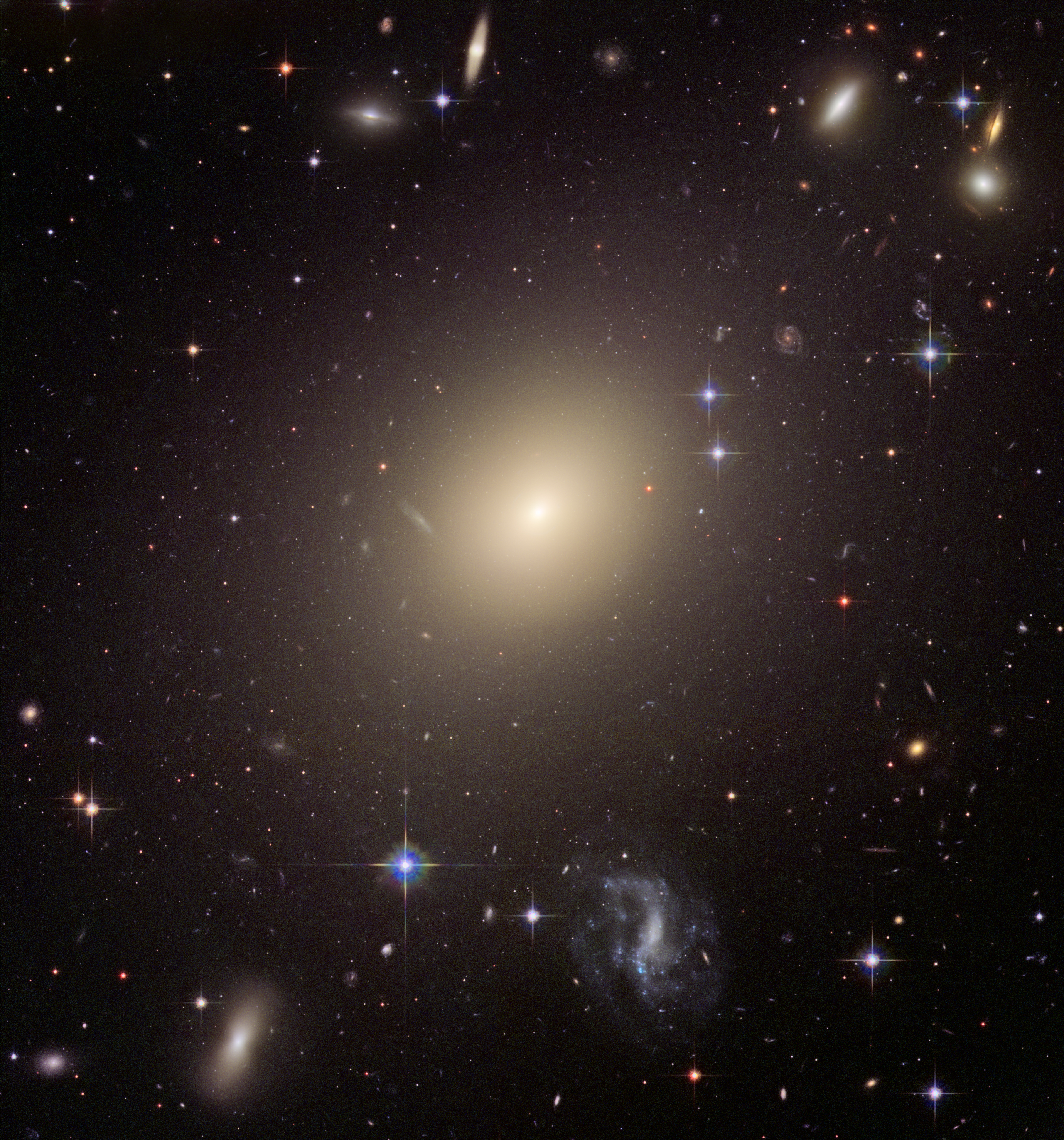
La galaxie elliptique géante ESO 325-G004.

À gauche du schéma classique représentant la séquence de Hubble se trouvent les galaxies elliptiques. Ces galaxies présentent une distribution des sources lumineuses douces, régulières et dépourvues de motifs quelconques et ont, comme leur nom l'indique, la forme d'une ellipse. Elles sont notées de la lettre E, suivie d'un nombre n représentant leur degré d'excentricité apparent. Conventionnellement, n vaut dix fois l'ellipticité de la galaxie, arrondie à l'unité ; l'ellipticité pouvant être définie comme {\displaystyle \textstyle {e=1-{\frac {a}{b}}}}, où a et b sont respectivement la longueur du petit et du grand axe de l'ellipse considérée. Cependant, l'ellipticité observée d'une galaxie dépend de son orientation dans les trois dimensions. En effet, les galaxies elliptiques ont une structure ellipsoïdale. Conformément aux observations, les galaxies les plus excentriques tracent des ellipses dont e = 0,7 (notée E7).
Exemples de galaxies elliptiques : M49, M59, M60, M87, NGC 4125.

### S: Spirale

M101, une galaxie spirale de type Scd.

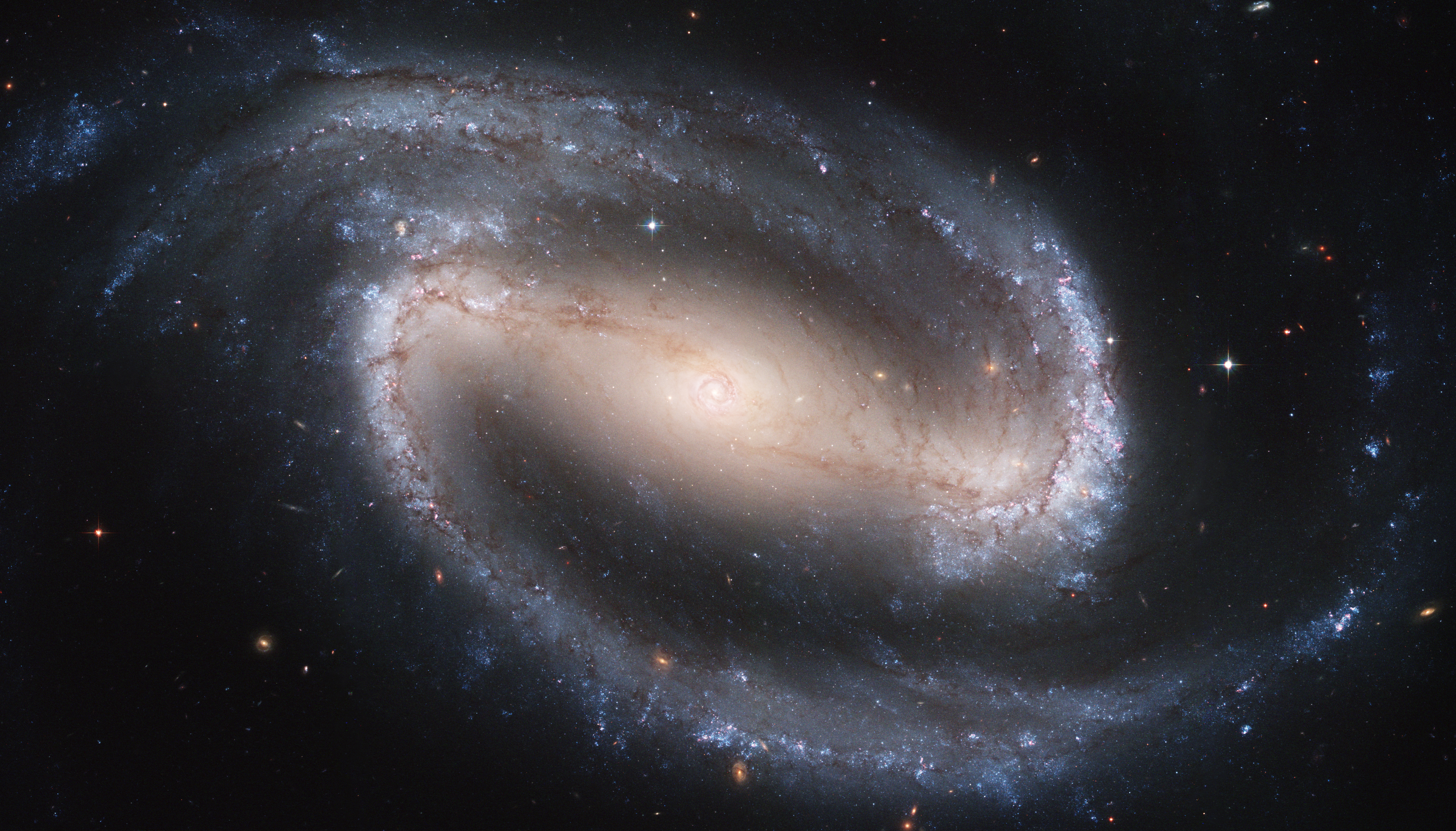
NGC 1300, une galaxie spirale barrée de type SBbc.

À droite, la séquence de Hubble se divise en deux branches qui représentent les galaxies spirales. Une galaxie spirale consiste en un disque aplati constitué d'une structure en spirale, où de nombreuses étoiles se forment, et d'un bulbe central. Environ une galaxie sur deux possède aussi une barre centrale qui s'étend à partir du bulbe central, à partir de laquelle les bras commencent. De telles galaxies sont définies comme spirales barrées.
Dans le diagramme de Hubble, les galaxies spirales régulières occupent la branche supérieure et sont notées S, tandis que la branche inférieure est occupée par les galaxies spirales barrées, notées SB. Ces deux types sont ensuite subdivisés en fonction de l'apparence de leur structure en spirale. Ces subdivisions sont notées d'une lettre minuscule suivant la dénomination principale comme suit :
- Sa (SBa) : des bras diffus et très resserrés, un noyau étendu et lumineux ;
- Sb (SBb) : les bras sont moins enroulés que ceux des Sa, et le bulbe est relativement plus faible ;
- Sc (SBc) : les bras sont étendus et lâches, permettant de résoudre des amas stellaires et des nébuleuses en leur sein, le bulbe perd encore en importance par rapport à la catégorie précédente.

À ces trois classes élaborées par Edwin Hubble s'ajoute une quatrième établie par le schéma de classification étendu de Gérard de Vaucouleurs :
- Sd (SBd) : des bras très faiblement enroulés et fragmentaires, la majorité de la lumière provient des bras et non plus du bulbe.

Bien qu'il fasse exclusivement partie du système de classification de De Vaucouleurs, la catégorie Sd est souvent incluse dans la séquence de Hubble. Ces classes fondamentales de spirales peuvent encore être étendues en fonction de paramètres encore plus fins. Par exemple, une galaxie spirale à l'apparence intermédiaire se situe entre deux catégories et recevra deux lettres minuscules au lieu d'une (par exemple, une galaxie Sbc se place entre une galaxie Sb et Sc).
Notre galaxie est généralement classée dans la classe SBb, ce qui en fait une galaxie spirale barrée avec des bras biens définis. Cependant, cette classification est approximative, dans la mesure où nous ne pouvons pas observer la galaxie de l'extérieur.
Exemples de galaxies spirales régulières : galaxie d'Andromède, M74, M81, Galaxie du Tourbillon, NGC 300, NGC 772.

Exemples de galaxies spirales barrées : la  Voie lactée, M91, M95, NGC 1097, NGC 1300, NGC 1672, NGC 2536, NGC 2903.

### S0: lenticulaire

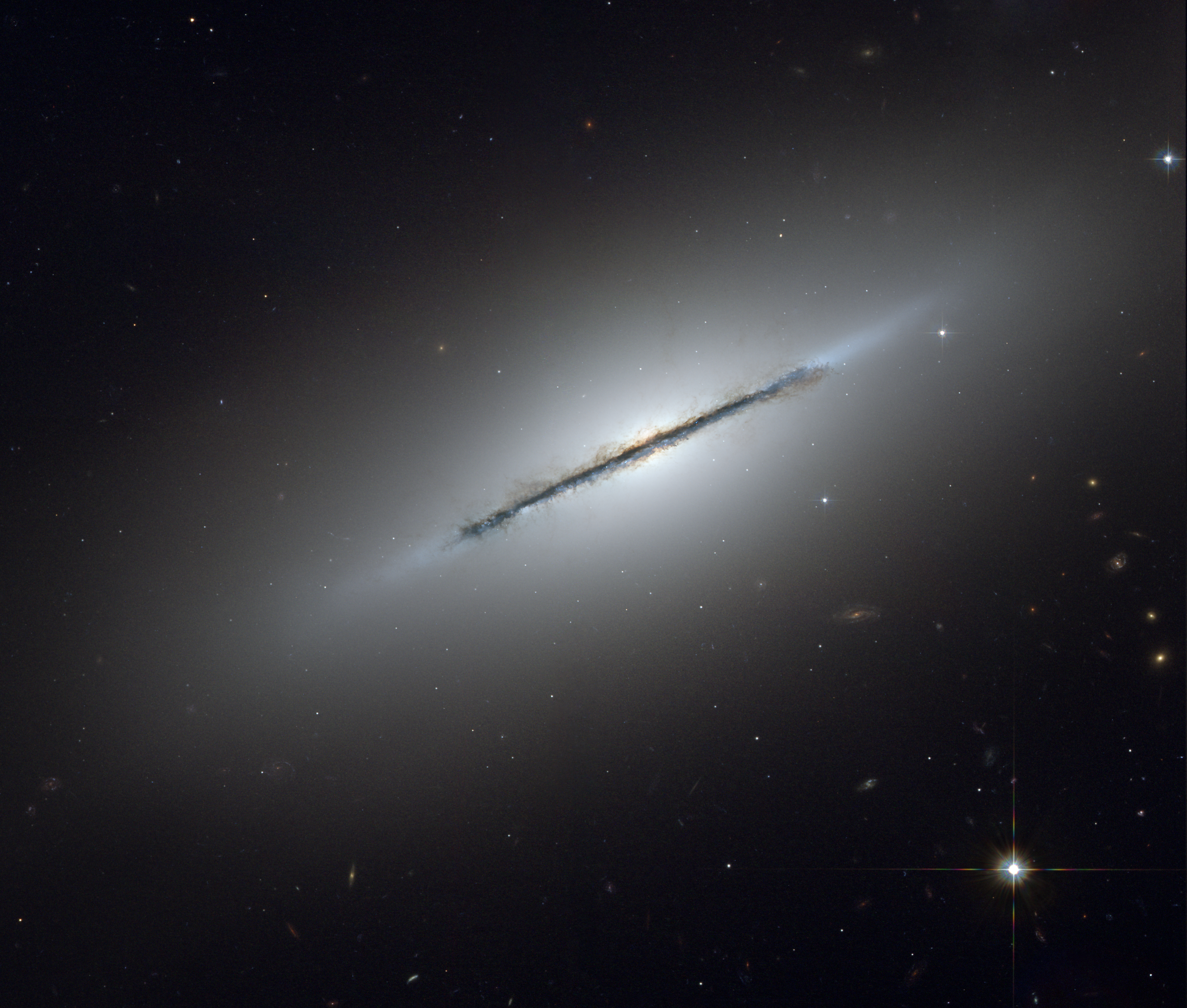
NGC 5866, une galaxie lenticulaire située dans la constellation du Dragon.

Au centre du diagramme, entre les elliptiques et les spirales, se trouve une classe intermédiaire, les galaxies lenticulaires, qui sont notées S0. Ces galaxies se composent d'un bulbe central brillant, à la manière des galaxies spirales, et d'une structure étendue en forme de disque qui l'entoure. À la différence des galaxies spirales, le disque galactique des galaxies lenticulaires ne présente pas de bras spiraux et ne forme pas d'étoiles nouvelles en quantité significative. Le bulbe est souvent la principale source de lumière d'une telle galaxie. Les lenticulaires vues de face sont difficiles à distinguer des elliptiques de type E0, rendant la classification quelquefois incertaine. Lorsqu'elles sont vues de profil, des bandes de poussière sombre sont parfois visibles par absorption devant le disque.
Lors de la publication initiale du schéma de classification de Hubble, l'existence des galaxies lenticulaires était purement hypothétique. Hubble pensait qu'il devait y avoir une étape intermédiaire entre les elliptiques les plus aplaties et les spirales. Des observations postérieures (en partie par Hubble lui-même) ont démontré que l'idée de Hubble était correcte et la classe S0 fut incluse lors de la présentation définitive de la séquence de Hubble par Allan Sandage.
Exemples de galaxies lenticulaires : M85, M86, Galaxie du Sombrero (M104), NGC 1316, NGC 2787, NGC 5866, Centaurus A.

### Irr: irrégulière

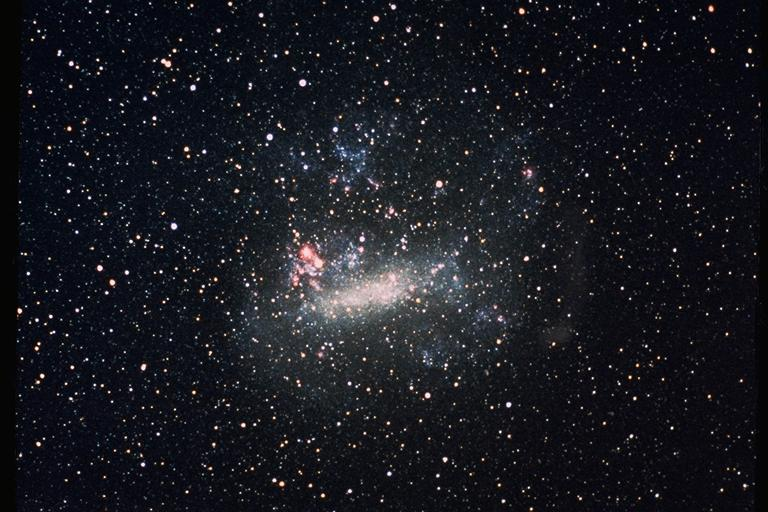
Le Grand Nuage de Magellan, une galaxie irrégulière naine.

Les galaxies qui n'entrent pas dans la séquence de Hubble car elles n'ont pas de structure régulière sont appelées galaxies irrégulières. Hubble définit deux classes de galaxies irrégulières :
- Irr I : ces galaxies au profil asymétrique n'ont pas de bulbe central ou de spirale évidente ; au lieu de cela, elle contiennent beaucoup d'amas individuels d'étoiles jeunes ;
- Irr II : ces galaxies ont une apparence asymétrique plus douce et ne sont pas clairement résolvables en étoiles ou en amas.

Dans sa classification étendue, de Vaucouleurs appela les galaxies Irr I des « Irrégulières de Magellan » (Magellanic irregulars en anglais), en référence aux Nuages de Magellan — deux satellites de la Voie lactée qu'Hubble classa dans la sous-classe Irr I. La découverte d'une structure spirale très diffuse dans le Grand Nuage de Magellan mena de Vaucouleurs à re-diviser les galaxies irrégulières de la manière suivante : celles qui, comme le Grand Nuage de Magellan, présentent des traces de structure en spirale (symbolisées d'un Sm), et celles qui ne présente aucune structure évidente, comme le Petit Nuage de Magellan (notées Im). Dans la classification étendue, les Irr I sont généralement placées à la fin de la branche des galaxies spirales.
Exemples de galaxies irrégulières : M82, NGC 1427A, Grand Nuage de Magellan, Petit Nuage de Magellan.

## Propriétés des galaxies en fonction de leur type
| Type de galaxie           | Masse (masses solaires) | Luminosité (luminosité solaires) | Diamètre (kpc) | Populations stellaires                     | Pourcentage observé de galaxies |
| ------------------------- | ----------------------- | -------------------------------- | -------------- | ------------------------------------------ | ------------------------------- |
| Spirale et spirale barrée | de 109 à 1011           | de 108 à 1010                    | 5-250          | disque : Population I halo : Population II | 77 %                            |
| Elliptique                | de 105 à 1013           | de 105 à 1011                    | 1-205          | Population II                              | 20 %                            |
| Irrégulière               | de 108 à 1010           | de 107 à 109                     | 1-10           | Population I                               | 3 %                             |

Pour sa classification, Hubble se fonda sur des photographies des galaxies prises par les télescopes de son époque. Initialement, il envisagea cette classification comme une séquence évolutive où les galaxies elliptiques étaient une forme primitive pouvant évoluer en galaxies spirales. Notre compréhension actuelle suggère que la situation est plutôt l'opposé ; cependant Hubble laissa son empreinte dans le jargon des astronomes, qui parlent toujours des galaxies de « premier type » ou de « type tardif » selon que le type d'une galaxie apparait vers la gauche ou vers la droite du diagramme.
Des observations plus modernes des galaxies nous ont fourni les informations suivantes sur les différents types de galaxies :
- les galaxies elliptiques sont pauvres en gaz et en poussières et se composent la plupart du temps d'étoiles âgées ;
- les galaxies spirales sont généralement riches en gaz et en poussières et possèdent un mélange d'étoiles jeunes et plus âgées ;
- les galaxies irrégulières sont assez riches en gaz, poussière et en étoiles jeunes.

À partir de ces informations, les astronomes ont construit une théorie de l'évolution des galaxies qui suggère que les galaxies elliptiques sont, en fait, le résultat de collisions entre galaxies spirales et/ou irrégulières ; collisions qui dépouillent une grande partie du gaz et des poussières et distribuent de façon aléatoire les orbites des étoiles.